# TV-tablå

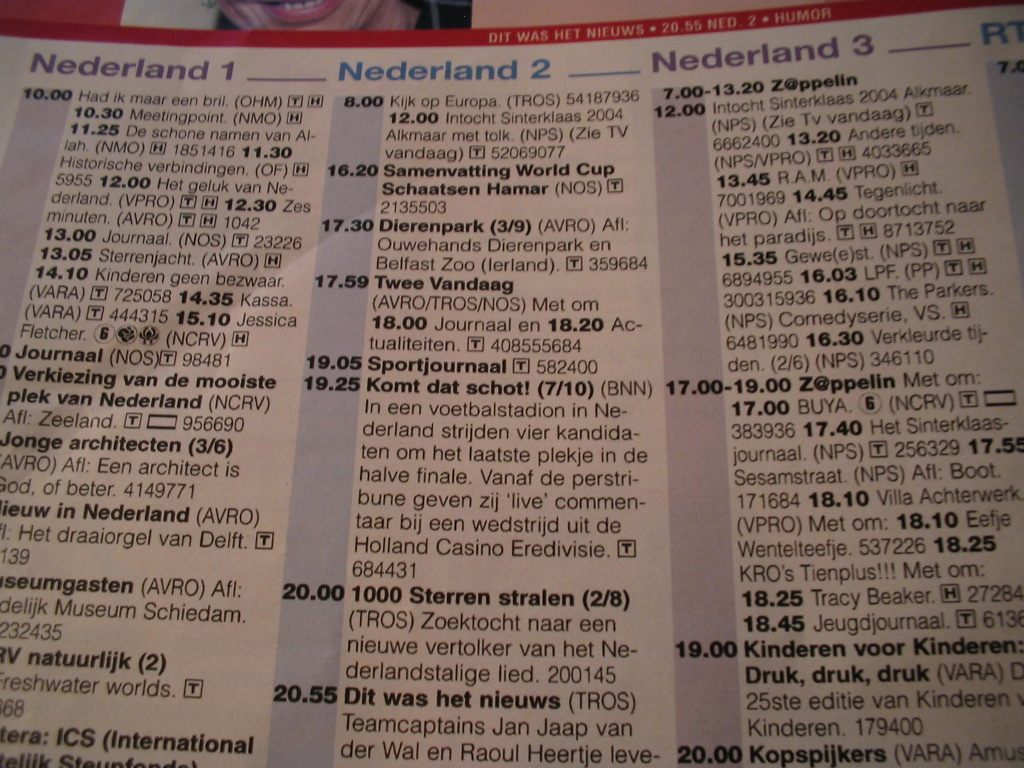
TV-tablåer i en nederländsk TV-tidning.

TV-tablå är en översiktlig sammanställning av program schemalagda för visning inom ramen för en TV-kanal. Begreppet TV-tablå används även för en sammanställning av tablåer för ett flertal TV-kanaler. Arbetet och besluten involverade i att ta fram en TV-tablå brukar kallas tablåsättning.
TV-kanalernas tablåer är baserade på olika långa standardlängder, så kallade slotar (från engelskans slot; springa, hål), beroende bland annat på hur mycket reklam kanalen sänder (om någon), och när särskilda standardprogram, till exempel nyhetsprogram, sänds. Sammanlagda utgör dessa slottar en TV-kanals tablå, som ofta visar upp en stor regelbundenhet med återkommande fasta programpunkter varje dag eller vecka.
Traditionella TV-tablåer förekommer i dagstidningar. Samlade TV-tablåer för flera dagar finner man i TV-tidningar, som säljs separat eller som bilaga till dags- och veckotidningar. En nackdel med TV-tidningar är att tablåerna ofta sammanställs och trycks långt innan tablåerna blir aktuella, vilket medför att programförändringar inte alltid kommer med. Vissa TV-tidningar erbjuder därför upplysningar om programförändringar via ett telefonnummer eller hänvisar till TV-tablåer online. Tryckta tablåer brukar förutom programtitlar och starttider ofta innehålla kort programinformation, information om repriser och showview-koder.
Behovet av TV-tablåer uppkom genom TV-kanalernas linjära, ej interaktiva, natur, där samtliga tittare är hänvisade till att se samma program samtidigt. Inom ny teknik för överföring av rörlig bild, såsom video-on-demand, där varje enskild tittare själv beslutar vilket program den vill se vid varje tidpunkt, så faller behovet av en traditionell TV-tablå och tittaren använder istället någon form av elektronisk programguide (EPG). En digital TV-mottagare brukar ha inbyggd EPG, vilket gör att många kan se aktuella TV-tablåer på TV:n med hjälp av fjärrkontrollen. Även text-TV kan innehålla tablåer och information om TV-program. I bland annat SVT Text återfinns TV-index på sidan 600 och i Yles text-tv på sidan 300.

## TV-tablå online
Som alternativ och komplement till TV-tidningar finns det TV-tablåer på internet. TV-tablåerna brukar visa programdata för flera olika TV-kanaler och flera dagar eller veckor framåt. TV-leverantörerna kan ha tablåer på sina webbplatser, som till exempel SVT och TV4. Det finns även fristående webbplatser med tablåer. Där finns ofta fler valbara TV-kanaler, extrafunktioner och möjlighet till personliga inställningar. Många av TV-tablåerna online innehåller även TV-relaterade artiklar och reklamannonser.